# Golm (Potsdam)
Pour les articles homonymes, voir Golm.
Golm est un quartier (Ortsteil) de la commune de Potsdam, chef-lieu du Land allemand de  Brandebourg. L'ancienne municipalité a été intégrée dans Potsdam en 2003. 
Golm abrite, entre autres, depuis 1991 un complexe de l'université de Potsdam sur l'emplacement d'anciens baraquements de la Luftwaffe et du Reichsarbeitsdienst, qui après la Seconde Guerre mondiale devint le site de l'académie de la Stasi. Des institutions universitaires de la Fraunhofer-Gesellschaft, tel l'institut Fraunhofer de thérapie cellulaire et d'immunologie (de), ainsi que de l'Institut Max-Planck de physique gravitationnelle y sont rattachées.